# Kusunoki Masashige

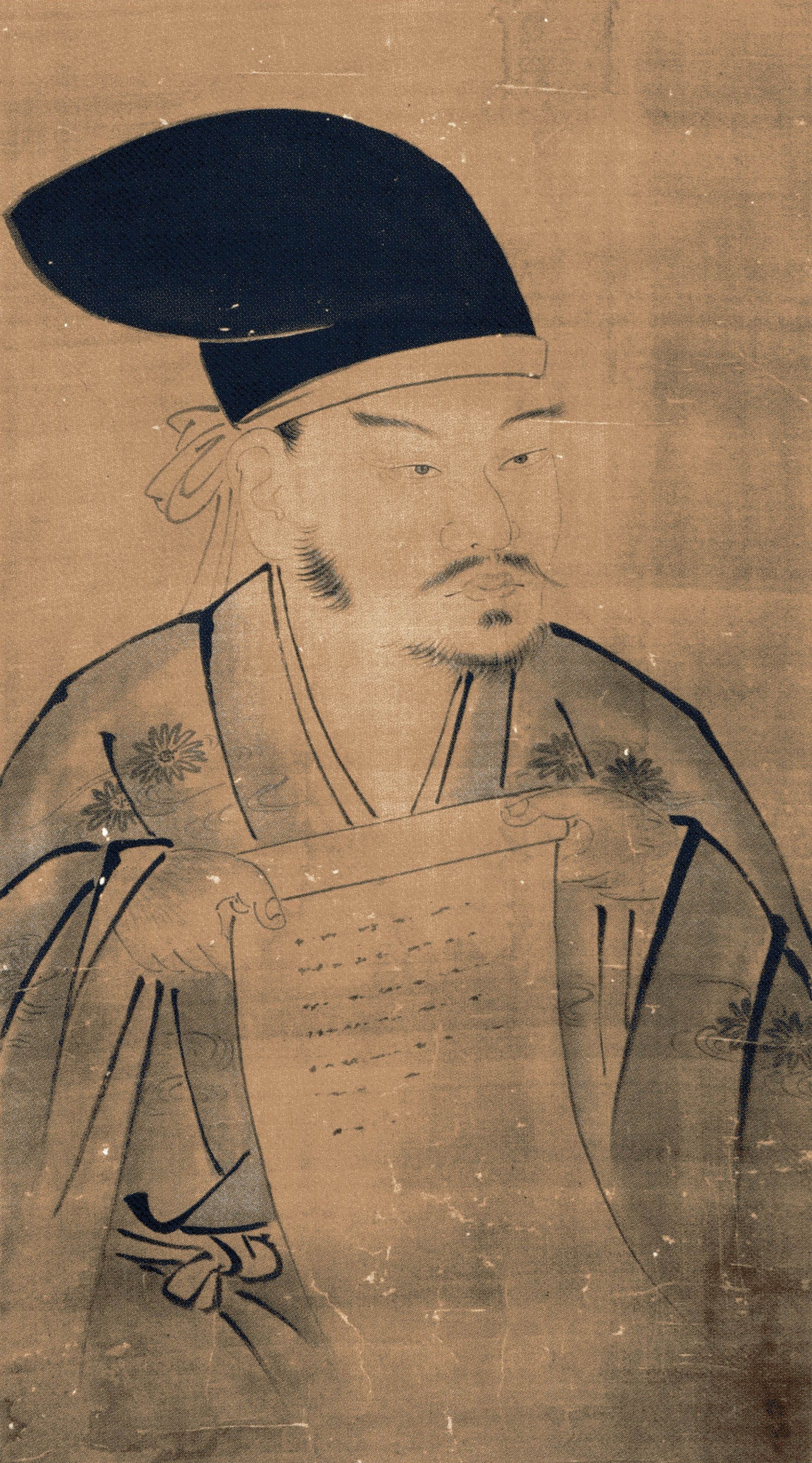
Kusunoki Masashige.

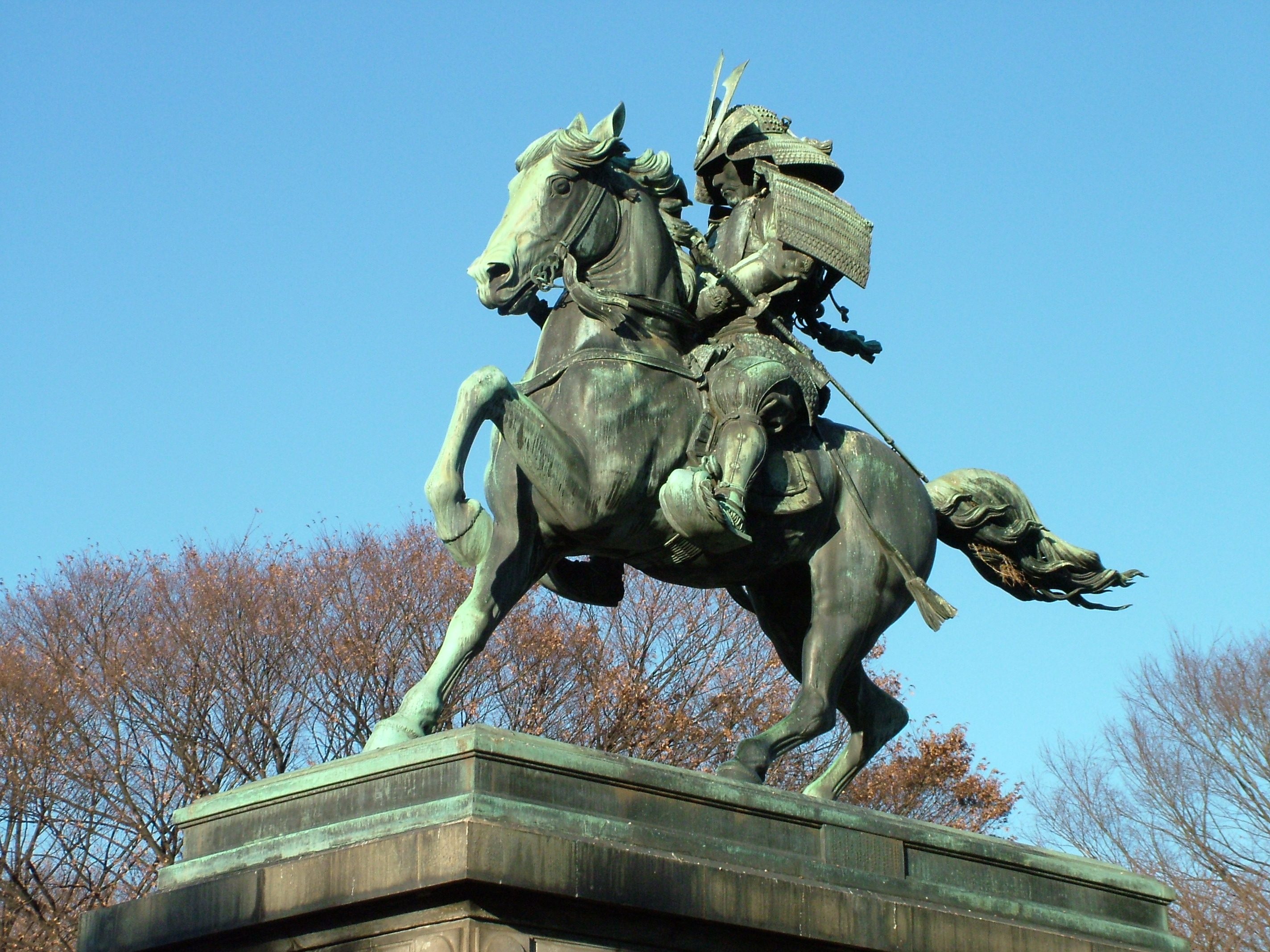
Estatua de Kusunoki Masashige en el exterior del Palacio Imperial de Tokio.

Kusunoki Masashige (楠木 正成?   1294-4 de julio, 1336) fue un samurái terrateniente de la provincia de Kawachi. 

## Biografía
En el año 1331 luchó en apoyo al Emperador Go-Daigo, como parte de su plan de quitar el liderazgo de Japón al Shogunato Kamakura, y es recordado como el ideal de la lealtad samurái. En su primera misión, al mando de 500 hombres, se le unió el príncipe Moriyoshi (o Morinaga).
Cuando el emperador Go-Daigo fue apresado, Kusunoki Masashige y el príncipe Morinaga siguieron siendo fieles a él y continuaron con la rebelión. En una batalla de tres semanas defendieron Akasaka y el monte Kongō, aunque su número de hombres era inferior y los hombres del shogun cortaran el suministro de agua. Finalmente, Kusunoki mandó a quemar el castillo y huyó, haciendo entender con esto a los Hojo que se había suicidado.
Al año siguiente, Kusunoki reunió más hombres y comenzó a luchar contra las tropas del shogunato Kamakura en Kinai, a la vez que el príncipe Moriyoshi convencía a otros guerreros y terratenientes para unirse contra Kamakura.
En el año 1333, debido a que los castillos de Akasaka y Yoshino cayeran con facilidad, Kusunoki preparó el Castillo Chihaya, donde se encontraba, para una larga batalla contra un considerable número de hombres que el shogun envió contra Chihaya. En esta batalla utilizó desde troncos rodantes hasta agua hirviendo, resistiendo hasta que Ashikaga Takauji y su ejército tomaron y ocuparon Kioto en nombre del emperador Go-Daigo.
En el año 1336, Ashikaga Takauji se separó de la causa imperial. Por orden del emperador, siendo leal a él, Kusunoki Masashige convocó a su ejército, sabiendo que estaban condenados a morir. Antes de partir pidió a su hijo, Masatsura (1326-1348), que fuera siempre leal a la causa del emperador. 
Este momento es uno de los más representados en el arte japonés.
Kusunoki y sus tropas se asentaron en el río Minatogawa, en la orilla occidental de éste, y acompañados por Nitta Yoshisada (el principal comandante del emperador) y sus tropas en la orilla oriental del río. Tras una batalla de seis horas (Batalla de Minatogawa), Kusunoki Masashige, su hermano Kusunoki Masanori y algunos de sus vasallos se suicidaron.
Siglos después de su muerte, tras la Restauración Meiji, Kusunoki Masashige se convirtió un símbolo nacional, debido a que fue siempre leal al emperador hasta su muerte.
La estatua de Kusunoki Masashige en el exterior del Palacio Imperial de Tokio fue financiada por el Grupo Sumitomo, y regalada al Emperador. Una de sus frases Célebres fue: La injusticia no conquista los principios, los principios no conquistan la ley, la ley no conquista el poder, el poder no conquista el cielo.-